# Mosquito-cupira
O mosquito-cupira (nome científico: Aparatrigona impunctata), também chamada abelha-de-cupim ou abelha-sem-ferrão, é uma espécie de abelha da subfamília dos apíneos (Apinae), endêmica da América do Sul e distribuída em áreas florestadas. Foi descrita por Adolpho Ducke em 1916.

## Nome
A espécie, embora faça parte do grupo das abelhas, foi popularmente referida como "mosquito" pelo seu tamanho diminuto. O vocábulo é um diminutivo de mosca e ocorreu pela primeira vez no século XV, em paralelo ao espanhol mosquito (ca. 1400). Cupira, segundo Antenor Nascentes, deriva do tupi koopi'ira ou kupi'ira, e significa literalmente "abelha-de-cupim", em referência ao hábito de nidificação em cupineiros abandonados ou por viver em simbiose com cupins. Foi registrado pela primeira vez em 1853 como designação comum de espécies de abelhas da subfamília dos apíneos. Abelha-sem-ferrão, que se comporta como sinônimo de abelha-da-terra, é outra designação comum de algumas espécies de apíneos.

## Descrição
O mosquito-cupira é uma espécie de pequeno porte, com comprimento médio do corpo entre três e cinco milímetros. O subgênero Aparatrigona foi definido com base em caracteres morfológicos do escapo antenal e similaridades gerais ao gênero principal. O corpo é cilíndrico, com segmentos pré-anais relativamente grandes e fileira de poros laterais bem demarcada.

## Distribuição e habitat
O mosquito-cupira foi registrado em florestas tropicais úmidas da bacia Amazônica e no Cerrado, com ocorrências no Brasil (Acre, Amapá, Amazonas, Maranhão, Mato Grosso, Pará, Rondônia e Roraima), Colômbia, Equador, Guiana Francesa e Peru. Em termos hidrológicos, ocorre nas sub-bacias do litoral do Amapá, do Araguaia, do Gurupi, do Madeira, do Mearim, do Negro, do Paraguai 03, do Purus, do Solimões, do Tapajós, do Alto e Baixo Tocantins, do Trombetas e do Xingu.

## Biologia e ecologia
O mosquito-cupira, como outros apíneos, coleta néctar e pólen de diversas flores tropicais, transportando-os na corbícula metatibial e armazenando-os em câmaras de cerume; organiza-se em colônias eusociais com divisão de castas (rainha e operárias). Sabe-se que é agente polinizador do cupuaçu (Theobroma grandiflorum) e atua como ladrão de pólen. Entre seus recursos florais, utiliza Mora paraensis e Sterigmapetalum obovatum. Nidifica em cavidades de árvores ou galhos ocos, onde constrói ninhos de cerume (mistura de cera e resina).

## Estado de conservação
O mosquito-cupira ainda não foi avaliado pela União Internacional para a Conservação da Natureza (UICN). No Inventário Nacional do Patrimônio Natural da França (INPN), consta como espécie indígena presente na Guiana Francesa, sem indicação de ameaça. Em 2018, foi classificada como pouco preocupante (LC) no Livro Vermelho da Fauna Brasileira Ameaçada de Extinção do Instituto Chico Mendes de Conservação da Biodiversidade (ICMBio). No Brasil, sua tendência populacional é desconhecida e requer estudos. Sua área de distribuição sofre processo de conversão de áreas naturais em pastagens e monoculturas, o que pode causar extinção local e/ou regional, mas haja vista sua ampla distribuição e grandes remanescentes de vegetação nativa, a espécie não sofre riscos à sua conservação a nível nacional.
Em sua área de distribuição ocorre em algumas áreas de conservação: a Floresta Nacional de Carajás (FLONA Carajás), O Centro de Biodiversidade da Universidade Federal de Minas Gerais (CCT-UFMG), o Parque Nacional dos Campos Ferruginosos (PARNA dos Campos Ferruginosos), a Reserva Extrativista do Baixo Juruá (Resex Baixo Juruá), a Reserva Extrativista do Médio Juruá (Resex Médio Juruá), a Área de Proteção Ambiental das Reentrâncias Maranhenses (APA das Reentrâncias Maranhenses), a Área de Proteção Ambiental da Margem Direita do Rio Negro (APA Margem Direita do Rio Negro), o Parque Estadual Chandless (PE Chandless), o Parque Estadual Serra dos Reis (PE Serra dos Reis), o Parque Estadual Zé Bolo Flô (PE Zé Bolo Flô), a Reserva de Desenvolvimento Sustentável Mamirauá (RDS Mamirauá), a Reserva Particular de Patrimônio Natural Laço de Amor (RPPN Laço de Amor), a Terra Indígena Médio Rio Negro I (TI Médio Rio Negro I) e a Terra Indígena São Marcos (TI São Marcos).